# Irland i olympiska sommarspelen 1996
Irland deltog i de olympiska sommarspelen 1996 med en trupp bestående av 78 deltagare, och landet tog totalt 4 medaljer.

## Medaljer

### Guld
- Michelle Smith - Simning, 400 meter frisim
- Michelle Smith - Simning, 200 meter medley
- Michelle Smith - Simning, 400 meter medley

### Brons
- Michelle Smith - Simning, 200 meter fjärilsim

## Boxning
| Idrottare       | Gren            | Sextondelsfinal        | Åttondelsfinal        | Kvartsfinal            | Semifinal            | Final                | Final            |
| Idrottare       | Gren            | Motståndare Resultat   | Motståndare Resultat  | Motståndare Resultat   | Motståndare Resultat | Motståndare Resultat | Placering        |
| --------------- | --------------- | ---------------------- | --------------------- | ---------------------- | -------------------- | -------------------- | ---------------- |
| Damaen Kelly    | Flugvikt        | Strogov (BUL) W 12–11  | Hussein (AUS) W 27–20 | Jumadilov (KAZ) L 6–13 | Gick inte vidare     | Gick inte vidare     | Gick inte vidare |
| Francis Barrett | Lätt weltervikt | Ferreria (BRA) W 32–7  | Missaoui (TUN) L 6–18 | Gick inte vidare       | Gick inte vidare     | Gick inte vidare     | Gick inte vidare |
| Brian Magee     | Mellanvikt      | Thompson (CAN) W 13–5  | Tietsia (CMR) W 11–6  | Bahari (ALG) L 9–15    | Gick inte vidare     | Gick inte vidare     | Gick inte vidare |
| Cathal O'Grady  | Tungvikt        | da Silva (NZL) L RSC 1 | Gick inte vidare      | Gick inte vidare       | Gick inte vidare     | Gick inte vidare     | Gick inte vidare |

## Bågskytte
Herrar
| Idrottare    | Gren                   | Rankningsrunda | Rankningsrunda | 32-delsfinal                     | Sextondelsfinal          | Åttondelsfinal       | Kvartsfinal          | Semifinal            | Final                | Final            |
| Idrottare    | Gren                   | Poäng          | Seed           | Motståndare Resultat             | Motståndare Resultat     | Motståndare Resultat | Motståndare Resultat | Motståndare Resultat | Motståndare Resultat | Placering        |
| ------------ | ---------------------- | -------------- | -------------- | -------------------------------- | ------------------------ | -------------------- | -------------------- | -------------------- | -------------------- | ---------------- |
| Keith Hanlon | Herrarnas individuella | 650            | 34             | Koprivnikar (SLO) (31) W 155–151 | Jang (KOR) (2) L 159–165 | Gick inte vidare     | Gick inte vidare     | Gick inte vidare     | Gick inte vidare     | Gick inte vidare |

## Cykling

### Landsväg
Men
| Idrottare    | Gren                | Tid     | Placering |
| ------------ | ------------------- | ------- | --------- |
| David McCann | Herrarnas linjelopp | 4:56:49 | 72        |

### Bana
Förföljelse
| Idrottare       | Gren                  | Kval     | Kval      | Kvartsfinal      | Kvartsfinal      | Semifinal        | Semifinal        | Final            | Final            |
| Idrottare       | Gren                  | Tid      | Placering | Motståndare Tid  | Placering        | Motståndare Tid  | Placering        | Motståndare Tid  | Placering        |
| --------------- | --------------------- | -------- | --------- | ---------------- | ---------------- | ---------------- | ---------------- | ---------------- | ---------------- |
| Phillip Collins | Herrarnas förföljelse | 4:41.207 | 16        | Gick inte vidare | Gick inte vidare | Gick inte vidare | Gick inte vidare | Gick inte vidare | Gick inte vidare |

Poänglopp
| Idrottare       | Gren                | Poäng | Placering |
| --------------- | ------------------- | ----- | --------- |
| Declan Lonergan | Herrarnas poänglopp | 0     | 22        |

### Mountainbike
| Idrottare       | Gren                  | Tid     | Placering |
| --------------- | --------------------- | ------- | --------- |
| Martin Earley   | Herrarnas terränglopp | 2:43:56 | 25        |
| Alastair Martin | Herrarnas terränglopp | 2:47:46 | 32        |

## Friidrott
Herrar
| Idrottare         | Gren                        | Heat     | Heat      | Kvartsfinal      | Kvartsfinal      | Semifinal        | Semifinal        | Final            | Final            |
| Idrottare         | Gren                        | Resultat | Placering | Resultat         | Placering        | Resultat         | Placering        | Resultat         | Placering        |
| ----------------- | --------------------------- | -------- | --------- | ---------------- | ---------------- | ---------------- | ---------------- | ---------------- | ---------------- |
| Neil Ryan         | Herrarnas 100 meter         | 10.78    | 7         | Gick inte vidare | Gick inte vidare | Gick inte vidare | Gick inte vidare | Gick inte vidare | Gick inte vidare |
| Gary Ryan         | Herrarnas 200 meter         | 20.78    | 3 Q       | 20.89            | 8                | Gick inte vidare | Gick inte vidare | Gick inte vidare | Gick inte vidare |
| Eugene Farrell    | Herrarnas 400 meter         | 47.18    | 6         | Gick inte vidare | Gick inte vidare | Gick inte vidare | Gick inte vidare | Gick inte vidare | Gick inte vidare |
| David Matthews    | Herrarnas 800 meter         | 1:46.76  | 4 Q       | i.u.             | i.u.             | 1:47.83          | 5                | Gick inte vidare | Gick inte vidare |
| Niall Bruton      | Herrarnas 1 500 meter       | 3:37.42  | 3 Q       | i.u.             | i.u.             | 3:42.88          | 12               | Gick inte vidare | Gick inte vidare |
| Shane Healy       | Herrarnas 1 500 meter       | 3:37.28  | 5 Q       | i.u.             | i.u.             | 3:39.81          | 11               | Gick inte vidare | Gick inte vidare |
| Marcus O'Sullivan | Herrarnas 1 500 meter       | 3:38.16  | 6         | i.u.             | i.u.             | Gick inte vidare | Gick inte vidare | Gick inte vidare | Gick inte vidare |
| Cormac Finnerty   | Herrarnas 5 000 meter       | 13:54.01 | 10 Q      | i.u.             | i.u.             | 14:08.88         | 10               | Gick inte vidare | Gick inte vidare |
| Sean Dollman      | Herrarnas 10 000 meter      | 29:19.03 | 19        | i.u.             | i.u.             | i.u.             | i.u.             | Gick inte vidare | Gick inte vidare |
| Sean Cahill       | Herrarnas 110 meter häck    | 14.28    | 7         | Gick inte vidare | Gick inte vidare | Gick inte vidare | Gick inte vidare | Gick inte vidare | Gick inte vidare |
| T. J. Kearns      | Herrarnas 110 meter häck    | 13.67    | 3 Q       | 13.55            | 5                | Gick inte vidare | Gick inte vidare | Gick inte vidare | Gick inte vidare |
| Tom McGuirk       | Herrarnas 400 meter häck    | 50.76    | 5         | i.u.             | i.u.             | Gick inte vidare | Gick inte vidare | Gick inte vidare | Gick inte vidare |
| Jimmy McDonald    | Herrarnas 20 kilometer gång | i.u.     | i.u.      | i.u.             | i.u.             | i.u.             | i.u.             | 1:32:11          | 51               |
| Mark Mandy        | Herrarnas höjdhopp          | 2.20     | 11        | i.u.             | i.u.             | i.u.             | i.u.             | Gick inte vidare | Gick inte vidare |
| Nick Sweeney      | Herrarnas diskuskastning    | 62.04    | 13        | i.u.             | i.u.             | i.u.             | i.u.             | Gick inte vidare | Gick inte vidare |
| Terry McHugh      | Herrarnas spjutkastning     | 72.84    | 15        | i.u.             | i.u.             | i.u.             | i.u.             | Gick inte vidare | Gick inte vidare |
| Roman Linscheid   | Herrarnas släggkastning     | 68.14    | 33        | i.u.             | i.u.             | i.u.             | i.u.             | Gick inte vidare | Gick inte vidare |

Damer
| Idrottare           | Gren                       | Heat     | Heat      | Kvartsfinal | Kvartsfinal | Semifinal        | Semifinal        | Final            | Final            |
| Idrottare           | Gren                       | Resultat | Placering | Resultat    | Placering   | Resultat         | Placering        | Resultat         | Placering        |
| ------------------- | -------------------------- | -------- | --------- | ----------- | ----------- | ---------------- | ---------------- | ---------------- | ---------------- |
| Sinead Delahunty    | Damernas 1 500 meter       | 4:10.20  | 5 Q       | i.u.        | i.u.        | 4:12.52          | 9                | Gick inte vidare | Gick inte vidare |
| Sonia O'Sullivan    | Damernas 1 500 meter       | 4:19.77  | 10        | i.u.        | i.u.        | Gick inte vidare | Gick inte vidare | Gick inte vidare | Gick inte vidare |
| Sonia O'Sullivan    | Damernas 5 000 meter       | 15:15.80 | 1 Q       | i.u.        | i.u.        | i.u.             | i.u.             | DNF              | -                |
| Katy McCandless     | Damernas 5 000 meter       | 15:55.56 | 10        | i.u.        | i.u.        | i.u.             | i.u.             | Gick inte vidare | Gick inte vidare |
| Marie Davenport     | Damernas 5 000 meter       | 15:59.12 | 14        | i.u.        | i.u.        | i.u.             | i.u.             | Gick inte vidare | Gick inte vidare |
| Catherina McKiernan | Damernas 10 000 meter      | 32:32.10 | 6 Q       | i.u.        | i.u.        | i.u.             | i.u.             | 32:00.38         | 11               |
| Susan Smith         | Damernas 400 meter häck    | 55.22    | 3 Q       | i.u.        | i.u.        | 54.93            | 5                | Gick inte vidare | Gick inte vidare |
| Deirdre Gallagher   | Damernas 10 kilometer gång | i.u.     | i.u.      | i.u.        | i.u.        | i.u.             | i.u.             | 45:47            | 23               |

## Kanotsport
Slalom
| Kanotist           | Gren                 | Åk 1   | Placering | Åk 2   | Placering | Totalt | Placering |
| ------------------ | -------------------- | ------ | --------- | ------ | --------- | ------ | --------- |
| Mike Corcoran      | Herrarnas C-1 slalom | 162,90 | 8         | 173,61 | 13        | 162,90 | 10        |
| Stephen O'Flaherty | Herrarnas C-1 slalom | 188,75 | 21        | 220,73 | 23        | 188,75 | 25        |
| Ian Wiley          | Herrarnas K-1 slalom | 145,21 | 3         | 207,26 | 35        | 145,21 | 5         |
| Andrew Boland      | Herrarnas K-1 slalom | 201,92 | 34        | 184,51 | 31        | 184,51 | 40        |

Sprint
| Kanotist                 | Event                | Heat     | Heat      | Återkval | Återkval  | Semifinal        | Semifinal        | Final            | Final            |
| Kanotist                 | Event                | Tid      | Placering | Tid      | Placering | Tid              | Placering        | Tid              | Placering        |
| ------------------------ | -------------------- | -------- | --------- | -------- | --------- | ---------------- | ---------------- | ---------------- | ---------------- |
| Conor Maloney Gary Mawer | Herrarnas K-2 500 m  | 1:43,074 | 7         | 1:44,375 | 7         | Gick inte vidare | Gick inte vidare | Gick inte vidare | Gick inte vidare |
| Conor Maloney Gary Mawer | Herrarnas K-2 1000 m | 4:03,432 | 6         | 3:40,656 | 6         | Gick inte vidare | Gick inte vidare | Gick inte vidare | Gick inte vidare |

## Ridsport
| Ryttare      | Häst          | Gren                   | Dressyr | Dressyr   | Terräng | Terräng   | Hoppning | Hoppning   | Hoppning   | Hoppning   | Totalt     | Totalt    |
| Ryttare      | Häst          | Gren                   | Dressyr | Dressyr   | Terräng | Terräng   | Kval     | Kval       | Final      | Final      | Totalt     | Totalt    |
| Ryttare      | Häst          | Gren                   | Straff  | Placering | Straff  | Placering | Straff   | Placering  | Straff     | Placering  | Straff     | Placering |
| ------------ | ------------- | ---------------------- | ------- | --------- | ------- | --------- | -------- | ---------- | ---------- | ---------- | ---------- | --------- |
| David Foster | Tilt 'n' Turn | Individuell fälttävlan | 54,60   | 20        | DNF     | -         | -        | Eliminerad | Eliminerad | Eliminerad | Eliminerad | -         |